# Cevil Redondo
Cevil Redondo är en ort i Argentina.   Den ligger i provinsen Tucumán, i den norra delen av landet, 1 100 km nordväst om huvudstaden Buenos Aires. Cevil Redondo ligger 545 meter över havet och antalet invånare är 14 728.
Terrängen runt Cevil Redondo är varierad. Runt Cevil Redondo är det mycket tätbefolkat, med 6 711 invånare per kvadratkilometer.. Närmaste större samhälle är San Miguel de Tucumán, 7,5 km sydost om Cevil Redondo.
Runt Cevil Redondo är det i huvudsak tätbebyggt.